# Valsolda
Valsolda är en kommun i provinsen Como i regionen Lombardiet i Italien. Kommunen hade 1 530 invånare (2018).